# Терехи (Логойський район)
Терехи (біл. вёска Церахі) — село в складі Логойського району Мінської області, Білорусь. Село підпорядковане Гайнинській сільській раді і розташоване в північній частині області.